# 6 Keith Place
Unter der Adresse 6 Keith Place in der schottischen Kleinstadt Stonehaven in der Council Area Aberdeenshire befindet sich ein ehemaliges Speicher- und heutiges Wohngebäude. 1972 wurde das Bauwerk in die schottischen Denkmallisten in der höchsten Denkmalkategorie A aufgenommen.

## Geschichte
Das aus dem 17. Jahrhundert stammende Gebäude diente ursprünglich als Bodenspeicher für Textilien. Es wurde von der Familie Keith betrieben, welche als Earls of Kintore die Region beherrschte. Im frühen 21. Jahrhundert wurde das Bauwerk zu einem Wohngebäude umgestaltet. Hierbei wurden kleine Veränderungen vorgenommen und ein flacher Anbau hinzugefügt.

## Beschreibung
Das Gebäude steht am Keith Place nahe dem Hafen von Stonehaven. Es überblickt die Nordsee und ist durch eine Mauer seeseitig befestigt, die älter ist, als die Hafenanlage. Die südostexponierte Hauptfassade des einstöckigen Gebäudes mit Hochkeller ist annähernd symmetrisch aufgebaut und sechs Achsen weit. Das Mauerwerk besteht aus Bruchstein, der zu einem groben Schichtenmauerwerk mit Natursteineinfassungen verbaut wurde. Mit Ausnahme des Harl-verputzten Südwestgiebels mit Stufengiebel handelt es sich um ein Sichtmauerwerk. Dieser Giebel ist als einziger mit grotesken Wasserspeiern ausgestaltet. Entlang der Fassaden sind vier- beziehungsweise achtteilige Sprossenfenster eingelassen. Das abschließende Satteldach mit breiten giebelständigen Kaminen ist mit Schiefer eingedeckt. Der neuere flache Anbau schließt sich rückwärtig an.